# Ernst Zinner
Ernst Zinner (Goldberg, Silesia, 2 de febrero de 1886 – 30 de agosto de 1970) fue un astrónomo alemán, influyente historiador de la astronomía.

## Semblanza
Tras estudiar en Múnich y en Jena, Zinner se doctoró en esta última universidad en 1907. Amplió su formación con estancias en la Universidad de Lund, la Universidad de París, y el Observatorio Königstuhl en Heidelberg. Desde el 1 de febrero de 1910, Zinner trabajó como ayudante en el Observatorio Remeis, en Bamberg. Fue allí donde el 23 de octubre de 1913 redescubrió el cometa Giacobini-Zinner, que había sido anteriormente avistado por Michel Giacobini en 1900. Su tarea principal durante esta época estuvo dedicada a las estrellas variables. Después de trabajar como meteorólogo durante la Primera Guerra Mundial, Zinner regresó a Bamberg, pero poco después se mudó a Múnich para trabajar en geodesia. En 1924 recibió el título de profesor de la Universidad de Múnich.
Nombrado director del Observatorio Remeis en Bamberg, Alemania, en 1926, se retiró en 1956. Durante este tiempo su trabajo astronómico principal se centró en la astronomía estelar. Pero su especialidad principal era la Astronomía del Renacimiento y la Historia de los Instrumentos Astronómicos, un área en la que empezó a trabajar en 1925. Sus necrologías citan un total de 9000 páginas publicadas sobre este tema, con los artículos más significativos dedicados a las biografías y a catalogar trabajos astronómicos e instrumentos antiguos.

## Honores

### Reconocimientos
- Doctor Honorario por la Universidad de Fráncfort
- Ciudadano de Honor de Königsberg
- Medalla Leibniz de la Academia Prusiana de Ciencias

### Eponimia
- El cráter lunar Zinner lleva este nombre en su memoria.[2]
- El asteroide (4615) Zinner también conmemora su nombre.[3]
- El cometa Giacobinni-Zinner igualmente está nombrado así en su honor.[4]

## Otras lecturas
- Ernst Zinner (1886-1970), Astronomische Nachrichten 293, 79
- Ernst Zinner (1886-1970), Journal for the History of Astronomy 2, 132

- Datos: Q70292